# Situsari (Darma)
Situsari is een bestuurslaag in het regentschap Kuningan van de provincie West-Java, Indonesië. Situsari telt 1182 inwoners (volkstelling 2010).